# 331 Etheridgea
331 Etheridgea este un asteroid din centura principală, descoperit pe 1 aprilie 1892, de Auguste Charlois.